# Terra Indígena Ponte de Pedra
Ponte de Pedra é uma área de terra indígena (TI), situada no estado brasileiro de Mato Grosso, localizada dentro da Amazônia Legal, nos municípios de Nova Maringá, Diamantino e Campo Novo do Parecis, habitada exclusivamente pelos indígenas da etnia Paresí. Contando com 17 mil hectares, a terra indígena foi identificada pela FUNAI em junho de 2006 e declarada pela Portaria 3.078, de 28 de Setembro de 2010, que a reconheceu como área tradicionalmente ocupada pelos Parecis. Em 2014, sua população era de 427 pessoas.

## História

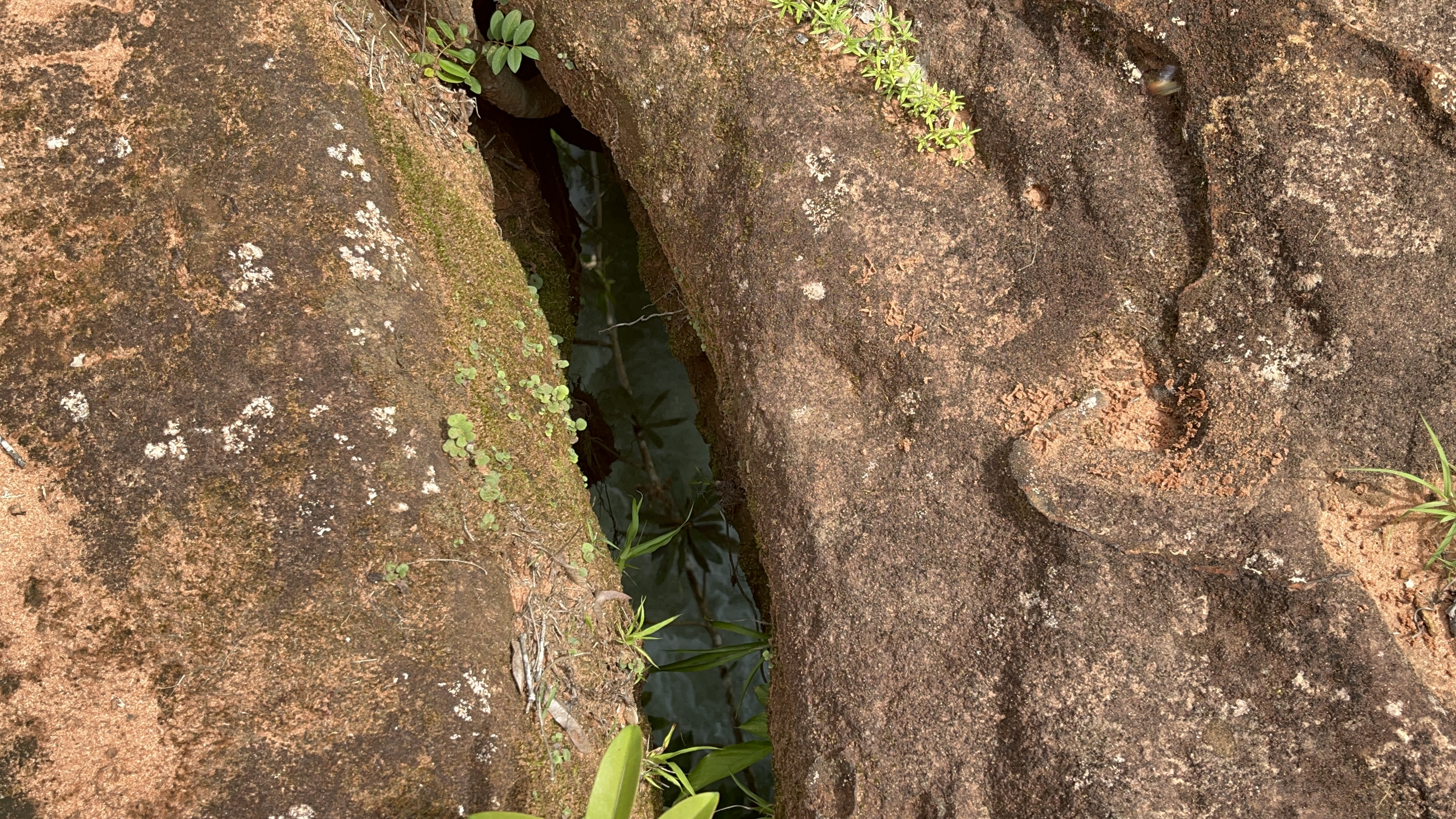
Fenda na ponte de pedra, origem mítica do povo Paresí

Para os Halíti, autodenominação do povo Paresí, a terra indígena Ponte de Pedra é um local sagrado, pois o seu povo teria sido originado nesse local, uma vez que os humanos antigamente habitavam o interior da pedra, até a saída do herói mítico Wazare por uma fenda aberta na ponte de pedra. A partir de então, Wazare, que foi o primeiro a sair da pedra, nomeou os rios e os lugares e distribuiu o território entre os seus irmãos.
Notícias sobre os Paresí já circulavam entre os não indígenas desde o século XVIII, mas são os registros do século XX que indicam a ocupação do território pelos Paresí, como mapas elaborados por Marechal Rondon, por ocasião da intensificação dos contatos entre não indígenas e indígenas com o projeto de construção das linhas telegráficas no Mato Grosso, no qual muitos indígenas se envolveram no trabalho da construção e manutenção das estações. Com o encerramento do uso das linhas telegráficas e o avanço dos agricultores nas regiões a partir das décadas de 1960 e 1970, muitos indígenas Paresí migraram para as cidades em busca de trabalho, sendo um dos fatores da redução populacional desse povo nos territórios declarados ou demarcados.
Nos anos 2000, nenhum Paresí habitava a área da ponte de pedra, de modo que ela passou a ser utilizada como ponte para veículos, e teve sua estrutura muito danificada, além de depredações e vandalismo. Os indígenas retornaram a habitar o local somente anos depois.

## Conflitos
A área é há longa data objeto de conflitos pela posse, propriedade das terras e uso dos recursos naturais. Nos anos 2000, um empreendimento para instalação de usina hidrelétrica próxima a ponte de pedra foi paralisado após mobilização de indígenas residentes em Cuiabá.
A identificação da área indígena em 2006 não cessou as invasões do território. Uma ação civil pública foi proposta pelo Ministério Público Federal em 2007, que culminou em uma decisão judicial que determinou a proibição da ampliação do desmatamento e da exploração dos recursos naturais nas áreas preservadas da terra indígena, embora permitisse a exploração agropecuária nas áreas já desmatadas.
Em 2013, o Ministério Público Federal também requereu na Justiça a anulação de processo de licenciamento ambiental para a implantação de usina hidrelétrica que possuía o potencial de afetar os Parecis que habitam a terra indígena.
No ano de 2020, uma fazenda de 7,5 mil hectares foi registrada no Sistema de Gestão Fundiária do INCRA, sobreposta a terra indígena. Os Parecis reportaram no mesmo ano a presença de cercas, porteiras e maquinários agrícolas dentro da área declarada. A inspeção dos servidores da FUNAI no local foi recebida com ataques a tiros de pessoas presentes no local.

## Etnoturismo

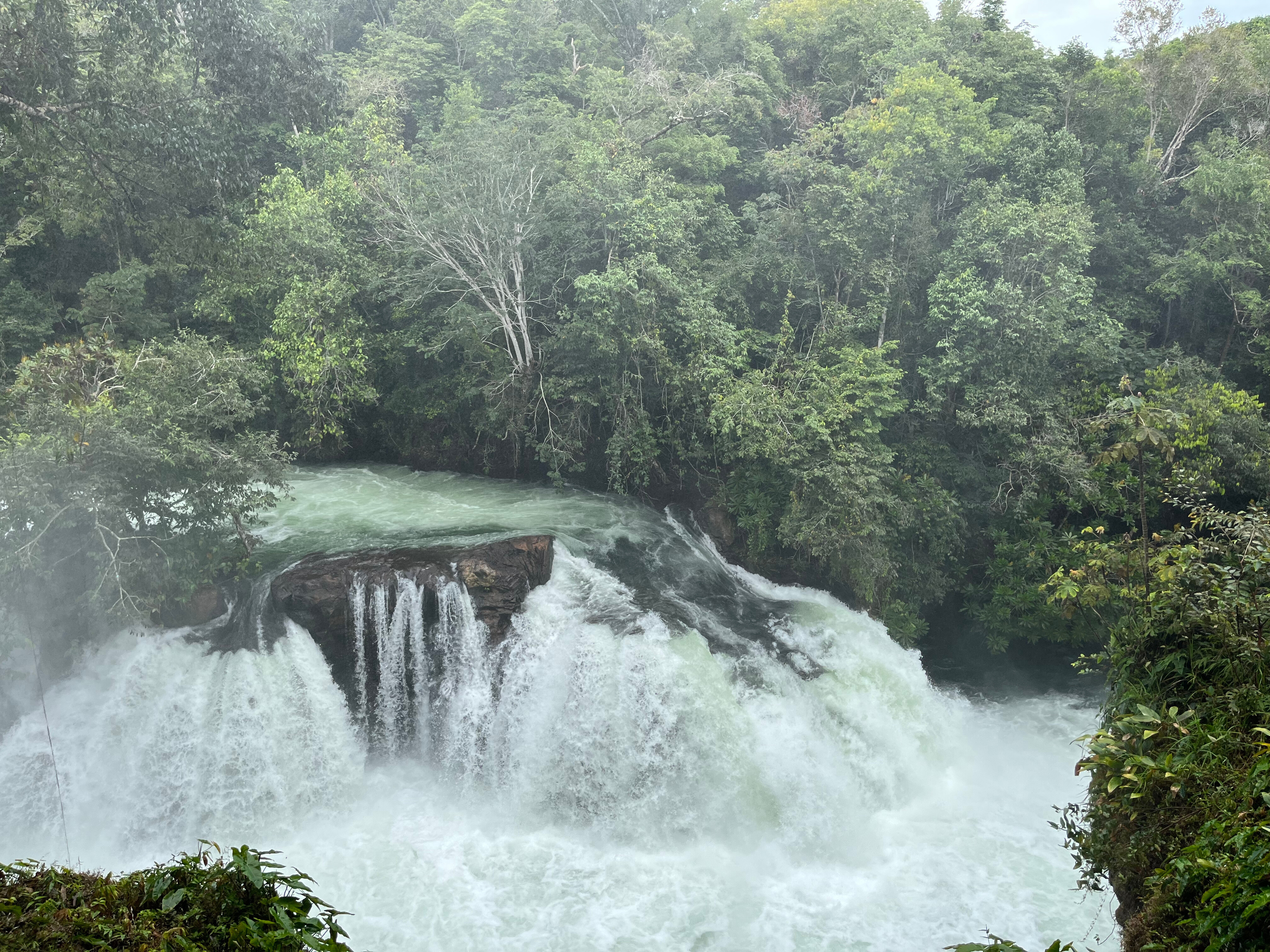
Cachoeira Pata da Onça, situada na Terra Indígena Ponte de Pedra

No ano de 2015, a FUNAI normatizou o etnoturismo no local, sendo um meio complementar de subsistência para os indígenas Paresí, que possibilita a preservação do local de origem e da memória do povo originário. A partir de então, parte dos indígenas Parecis passaram a receber turistas na Ponte de Pedra, contando a história do seu povo e da sua ocupação no território, além de atuarem como guias em trilhas e circuitos de cachoeiras.
Entre os anos de 2016 e 2019, a FUNAI elaborou um Plano de Gestão Territorial e Ambiental que contemplou a Terra Indígena Ponte de Pedra, elaborando-se os planos de visitação, a realização de oficinas de formação aos indígenas Paresí e expedições de mapeamento das trilhas e da estrutura local.